# Chūrūk-e Soflá
Chūrūk-e Soflá (persiska: چوروكِ پائين, چوزَكِ سُفلَى, چوروك سفلى, Chūrūk-e Pā’īn) är en ort i Iran.   Den ligger i provinsen Zanjan, i den nordvästra delen av landet, 400 km väster om huvudstaden Teheran. Chūrūk-e Soflá ligger 1 154 meter över havet och antalet invånare är 274.
Terrängen runt Chūrūk-e Soflá är lite kuperad. Runt Chūrūk-e Soflá är det ganska glesbefolkat, med 47 invånare per kvadratkilometer. Närmaste större samhälle är Gomeshābād, 16,6 km sydost om Chūrūk-e Soflá. Trakten runt Chūrūk-e Soflá består i huvudsak av gräsmarker.